# 佩里盖尔
佩里盖尔（法語：Peyriguère，法語發音：[peʁiɡɛʁ]）是法国上比利牛斯省的一个市镇，属于塔布区。

## 地理
佩里盖尔（43°15'17"N, 0°15'42"E）面积4.17 平方千米，位于法国奧克西塔尼大區上比利牛斯省，该省份为法国西南部内陆省份，北至热尔省，西接大西洋比利牛斯省，南与西班牙接壤，东临上加龙省。
与佩里盖尔接壤的市镇（或旧市镇、城区）包括：欧巴雷德、卡巴纳克、古东、穆莱杜、曼村、奥里约、塞尔吕斯坦、蒂伊。

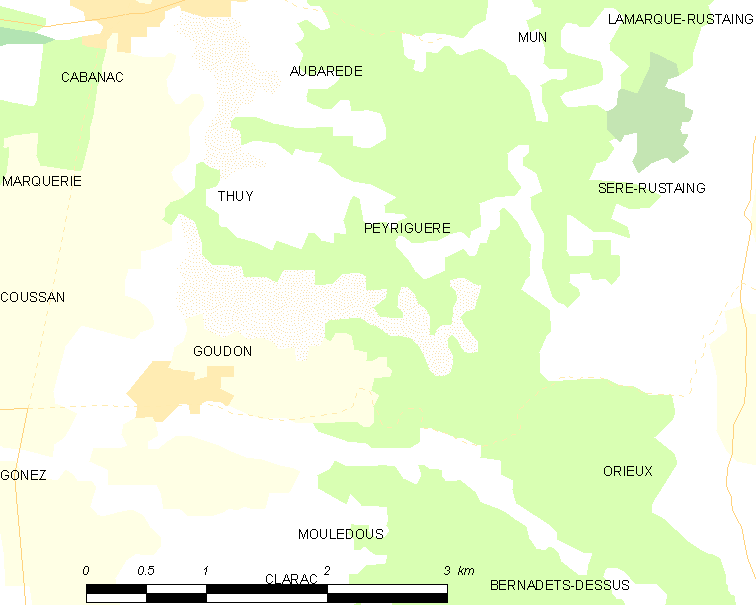
佩里盖尔的OSM定位图

佩里盖尔的时区为UTC+01:00、UTC+02:00（夏令时）。

## 行政
佩里盖尔的邮政编码为65350，INSEE市镇编码为65359。

## 政治
佩里盖尔所属的省级选区为山丘县。

## 人口

1962-2008年间佩里盖尔人口变化图示

佩里盖尔于2022年1月1日时的人口数量为21人。